# 也门革命民主党
也门革命民主党（阿拉伯语：الحزب الديمقراطي الثوري اليمن）是北也门历史上的一个共产主义政党。该党成立于1968年6月，由阿拉伯民族主义运动的一些成员创建。该党的意识形态是共产主义、马克思列宁主义。
1976年2月2日，该党与也门革命抵抗者组织、劳动党、人民先锋、人民民主联盟在萨那共同组建了民族民主阵线。
1979年3月5日，该党与参加民族民主阵线的其它几个创始成员党合并为也门人民团结党。4天后，也门人民团结党并入南也门执政党也门社会党（但在北也门，仍有一些人继续以也门人民团结党的名义活动）。民族民主阵线不复存在。